# Monochamus nigromaculatus
Monochamus nigromaculatus är en skalbaggsart som beskrevs av J. Linsley Gressitt 1942. Monochamus nigromaculatus ingår i släktet Monochamus och familjen långhorningar. Inga underarter finns listade i Catalogue of Life.